# Pomatoschistus bathi
Pomatoschistus bathi és una espècie de peix de la família dels gòbids i de l'ordre dels perciformes que es troba a la mar Mediterrània, incloent-hi la Mar de Màrmara.
Els mascles poden assolir els 3 cm de longitud total.